# En stjärna i vårt fönster
En stjärna i vårt fönster eller God jul är en svensk julsång med text av Britt G. Hallqvist. Den beskriver förberedelserna inför julen, med marsipan, lingonkransar och hyacinter och hur väntan på julen känns lång.